# Bröms Gyllenmärs visbok
Bröms Gyllenmärs visbok, är en svensk visbok från början av 1600-talet av Bröms Gyllenmärs, i vilken flera välrenommerade visor sammanställts. Visboken omfattar omkring 100 visor, av vilka har de flesta nedskrivits av adliga personer. Visboken omfattar bland annat natur- och kärlekslyrik, liksom psalmer. Däribland märks lyrikverk som Jag vet en dejlig rosa.
Visboken förvaras i dag i Uppsala universitetsbibliotek.
Gyllenmärs visbok gavs ut 1885 av Edvard Berling.

## Innehåll (urval)
| #  | Namn                               | Genre | Anmärkning                                                               |
| -- | ---------------------------------- | ----- | ------------------------------------------------------------------------ |
|    | Herr Peders sjöresa                | Visa  | Den äldsta kända nordiska textvarianten är från 1590-talet.              |
|    | Jag vet en dejlig rosa             | Visa  |                                                                          |
|    | Fåglor, blommor och sköna jungfrur | Psalm |                                                                          |
|    | Rosengarten zu Worms               |       | Tysk hjältedikt från 1200-talet.                                         |
| 22 | Till dig ur hjärtegrunden          | Psalm | Skriven av Clément Marot år 1539. Nedskriven i drottning Sophias visbok. |
| 26 | Slaget vid Stångebro               |       |                                                                          |
| 73 | Från Gud vill jag ej               |       | Nedskriven i drottning Sophias visbok.                                   |